# ライリー・グリーン
ライリー・アラン・グリーン（Riley Alan Greene, 2000年9月28日 - ）は、アメリカ合衆国フロリダ州オーランド出身のプロ野球選手（外野手）。左投左打。MLBのデトロイト・タイガース所属。

## 経歴

### プロ入り前
高校時代にU-18パンアメリカン野球選手権大会のアメリカ合衆国代表に選出されている。
ボーン・グリソムは小学校時代からの幼馴染で、高校までチームメイトだった。

### プロ入りとタイガース時代
2019年のMLBドラフト1巡目（全体5位）でデトロイト・タイガースから指名され、予定していたフロリダ大学への進学を取り止めプロ入り。契約金は618万ドル。この年の6月24日に傘下のルーキー級ガルフ・コーストリーグ・タイガースでプロデビューし、7月にA-級コネチカット・タイガースに、8月にA級ウェストミシガン・ホワイトキャップスにそれぞれ昇格。この年は3チーム合計で57試合に出場して打率.271、5本塁打、28打点を記録した。
2020年は新型コロナウイルスの影響でマイナーリーグの試合が開催されず、公式戦への出場はなかった。
2021年はAA級エリー・シーウルブズで開幕を迎え、オールスター・フューチャーズゲームに選出された。その後、AAA級トレド・マッドヘンズに昇格した。この年は2チーム合計で124試合に出場して打率.301、24本塁打、84打点の成績を記録した。
2022年は開幕前のスプリングトレーニングで右足を骨折して出遅れた。5月にA級レイクランドで実戦復帰し、その後AAA級トレドへ昇格した。6月18日にメジャー契約を結んでアクティブ・ロースター入りし、同日のテキサス・レンジャーズ戦に「6番・中堅手」で先発出場してメジャーデビューを果たした。その後は中堅手のレギュラーの座を手中にし、7月2日のカンザスシティ・ロイヤルズ戦ではジョエル・パヤンプスからサヨナラ本塁打となるMLB初本塁打を記録した。最終的にシーズン99試合に出場して打率.253、5本塁打、42打点という成績を挙げた。シーズン終了後には全米野球記者協会デトロイト支部による「タイガー・オブ・ザ・イヤー」に選出された。
2023年は開幕から99試合に出場して打率.288、11本塁打、37打点、7盗塁を記録していたが、9月2日に（利き腕ではない）右肘の炎症のため故障者リスト入りした。9月20日にトミー・ジョン手術を受け、以降はリハビリのためシーズン終了となった。
2024年は7月16日に開催されたオールスターゲームに初選出された。この年は137試合に出場して打率.262、24本塁打、74打点を記録し、タイガースの10年ぶりのポストシーズン進出に貢献した。

## 選手としての特徴
卓越したバットスピードから広角に長打を放つ。一方で走力にやや不安があり、将来的には両翼転向が予想されている。

## 詳細情報

### 年度別打撃成績
| 年 度    | 球 団    | 試 合 | 打 席 | 打 数 | 得 点 | 安 打 | 二 塁 打 | 三 塁 打 | 本 塁 打 | 塁 打 | 打 点 | 盗 塁 | 盗 塁 死 | 犠 打 | 犠 飛 | 四 球 | 敬 遠 | 死 球 | 三 振 | 併 殺 打 | 打 率 | 出 塁 率 | 長 打 率 | O P S |
| -------- | -------- | ----- | ----- | ----- | ----- | ----- | -------- | -------- | -------- | ----- | ----- | ----- | -------- | ----- | ----- | ----- | ----- | ----- | ----- | -------- | ----- | -------- | -------- | ----- |
| 2022     | DET      | 93    | 418   | 376   | 46    | 95    | 18       | 4        | 5        | 136   | 42    | 1     | 4        | 0     | 3     | 36    | 0     | 3     | 120   | 8        | .253  | .321     | .362     | .683  |
| 2023     | DET      | 99    | 416   | 378   | 51    | 109   | 19       | 4        | 11       | 169   | 37    | 7     | 0        | 0     | 2     | 35    | 0     | 1     | 114   | 7        | .288  | .349     | .447     | .796  |
| 2024     | DET      | 137   | 584   | 512   | 82    | 134   | 27       | 6        | 24       | 245   | 74    | 4     | 2        | 0     | 2     | 64    | 3     | 5     | 156   | 2        | .262  | .348     | .479     | .827  |
| MLB：3年 | MLB：3年 | 329   | 1418  | 1266  | 179   | 338   | 64       | 14       | 40       | 550   | 153   | 12    | 6        | 0     | 7     | 135   | 3     | 9     | 390   | 17       | .267  | .340     | .434     | .774  |

- 2024年度シーズン終了時

### 年度別守備成績
| 年 度 | 球 団 | 左翼（LF） | 左翼（LF） | 左翼（LF） | 左翼（LF） | 左翼（LF） | 左翼（LF） | 中堅（CF） | 中堅（CF） | 中堅（CF） | 中堅（CF） | 中堅（CF） | 中堅（CF） | 右翼（RF） | 右翼（RF） | 右翼（RF） | 右翼（RF） | 右翼（RF） | 右翼（RF） |
| 年 度 | 球 団 | 試 合      | 刺 殺      | 補 殺      | 失 策      | 併 殺      | 守 備 率   | 試 合      | 刺 殺      | 補 殺      | 失 策      | 併 殺      | 守 備 率   | 試 合      | 刺 殺      | 補 殺      | 失 策      | 併 殺      | 守 備 率   |
| ----- | ----- | ---------- | ---------- | ---------- | ---------- | ---------- | ---------- | ---------- | ---------- | ---------- | ---------- | ---------- | ---------- | ---------- | ---------- | ---------- | ---------- | ---------- | ---------- |
| 2022  | DET   | -          | -          | -          | -          | -          | -          | 93         | 241        | 0          | 2          | 0          | .992       | -          | -          | -          | -          | -          | -          |
| 2023  | DET   | 6          | 6          | 0          | 0          | 0          | 1.000      | 79         | 167        | 1          | 5          | 1          | .971       | 6          | 18         | 0          | 0          | 0          | 1.000      |
| 2024  | DET   | 84         | 156        | 4          | 3          | 1          | .982       | 27         | 47         | 0          | 0          | 0          | 1.000      | 4          | 0          | 0          | 0          | 0          | ----       |
| MLB   | MLB   | 90         | 162        | 4          | 3          | 1          | .982       | 199        | 455        | 1          | 7          | 1          | .985       | 10         | 18         | 0          | 0          | 0          | 1.000      |

- 2024年度シーズン終了時

### 表彰
MLB
- フィールディング・バイブル賞（外野手部門）：1回（2024年）

### 記録
MiLB
- オールスター・フューチャーズゲーム選出：1回（2021年）

MLB
- MLBオールスターゲーム選出：2回（2024年、2025年）

### 背番号
- 31（2022年 - ）

### 代表歴
- 2018年 U-18パンアメリカン野球選手権大会アメリカ合衆国代表